# Saki Kaskas
Theodósziusz Kaszkamanídisz (Krefeld, 1971. szeptember 24. – ?, 2016. november 11.), művésznevein Saki Kaskas vagy Captain Ginger görög zeneszerző, hangzástervező. Főként a Need for Speed videójáték-sorozat korai részeihez írt zeneszámairól ismert, de több más videójátékhoz is szerzett zenét, együttesekben is játszott, és szólókarriert is folytatott.

## Életpályája
1971-ben született Nyugat-Németországban, görög vendégmunkás szülők gyermekeként. A család egy évre rá Vancouverbe költözött. Kaszkamanídisz 15 évesen autodidakta módon gitározni tanult, és 17 évesen egy Omnibol nevű rockegyütteshez csatlakozott. Az Omnibol viszonylag ismert volt Vancouverben és 1992-ben saját lemezt is készítettek, de röviddel azután feloszlottak. Kaszkamanídisz barátaival 1994-ben megalapította Heavy Lounge együttesét, de nem voltak sikeresek, és Kaszkamanídisz pincérként dolgozott, hogy eltartsa magát.
1996-ban Jeff van Dyck, a Heavy Lounge egyik tagja és az Electronic Arts alkalmazottja segített Kaszkamanídisznek is bekerülni az Electronic Artsba. A következő négy évben Kaszkamanídisz számos EA-videójátékhoz írt rock és techno zeneszámokat. Ezek közül az egyik legismertebb a Need for Speed: High Stakes-ben és a Mass Effect 2-ben felhasznált Callista. Kollegája és legközelebbi barátja Rom Di Prisco (művésznevén Morphadron) volt, akivel együtt dolgozott a Need for Speed zenéjén.
A 2000-es évek elejétől az Electronic Arts már nem alkalmazott belső zeneszerzőket, hanem neves együttesektől kezdett zenét licencelni, így Kaszkamanídisz főleg videójátékok hangzástervezőjeként dolgozott. Emellett szólókarriert is folytatott és Captain Ginger néven saját albumot komponált, melyről néhány szám válogatásalbumokra is felkerült.
45 évesen, 2016. november 11-én – más források szerint 16-án vagy 17-én – hunyt el.

## Főbb művei
Kaszkamanídisz többek között a következő játékokhoz írt zenét:
- The Need for Speed
- Need for Speed II
- Need for Speed III: Hot Pursuit
- Need for Speed: High Stakes
- Need for Speed: Porsche Unleashed
- NHL 97
- NHL 98
- Rugby 2001
- Blair Witch Volume 2
- SimCity 4
- Mass Effect 2
- Sleeping Dogs